# Saeta
Pour les articles homonymes, voir Saeta (homonymie).

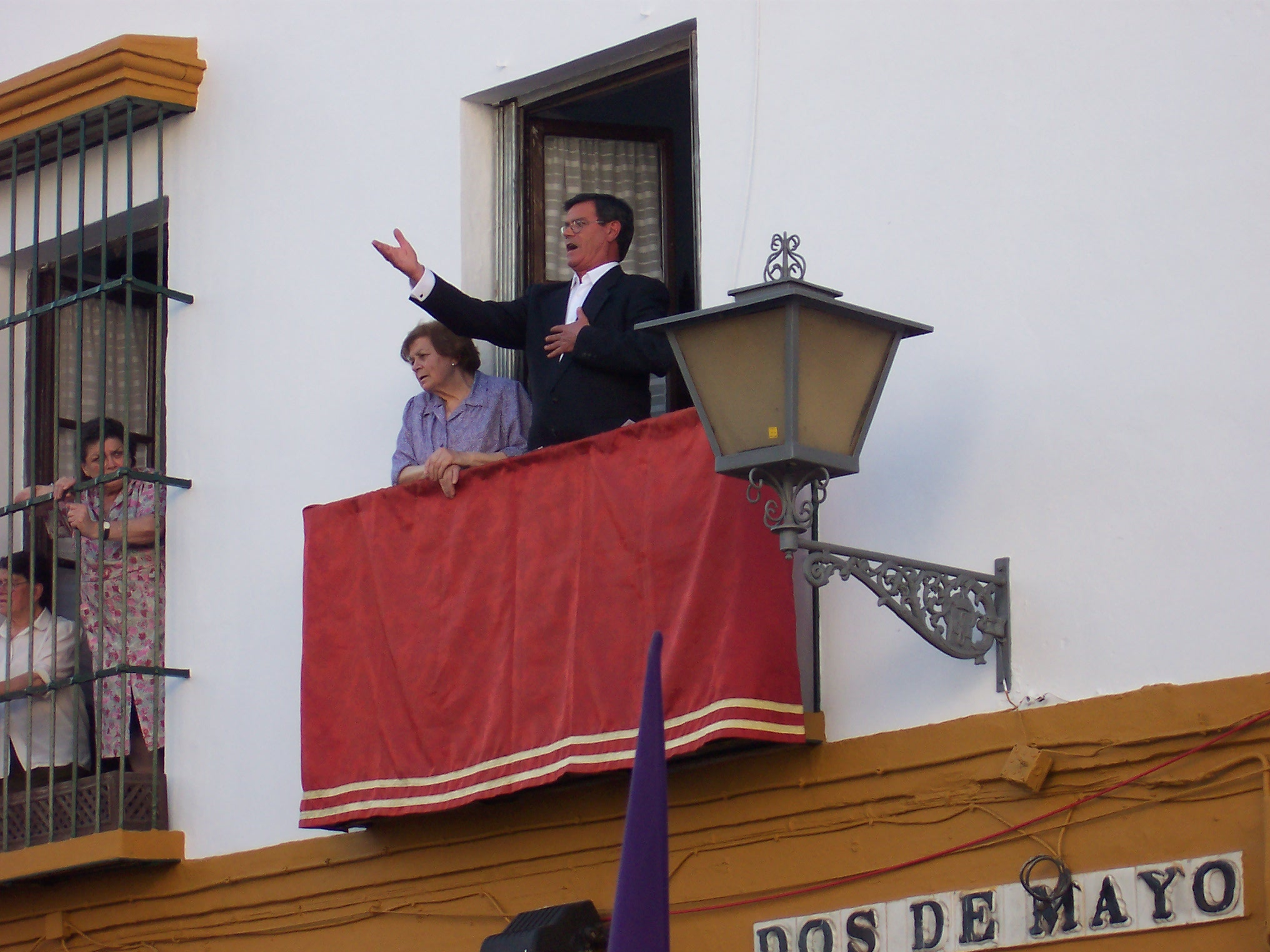
Saeta durant la Semaine sainte à Séville

Une saeta est à l'origine une courte chanson à caractère religieux chantée en l'honneur d'un paso lors des cérémonies de la Semaine sainte en Espagne.  C'est ensuite devenu un palo du flamenco que l'on distingue de la forme primitive par le nom de saeta flamenca.

## Présentation
À certains moments clefs du parcours d'un paso, un membre du public, ou de la confrérie responsable du paso peut entonner à pleins poumons une saeta. Il s'agit en fait d'une ode à la Vierge, au Saint ou au Christ du paso. Les saetas sont généralement des chansons extrêmement émouvantes. Il est coutumier que la foule entourant le passage du paso soit totalement silencieuse lors du chant de la saeta.